# Сідарвілл (Нью-Джерсі)
Сідарвілл (англ. Cedarville) — переписна місцевість (CDP) в США, в окрузі Камберленд штату Нью-Джерсі. Населення — 702 особи (2020).

## Географія
Сідарвілл розташований за координатами 39°20′19″ пн. ш. 75°12′52″ зх. д. / 39.33861° пн. ш. 75.21444° зх. д. (39.338571, -75.214506).  За даними Бюро перепису населення США в 2010 році переписна місцевість мала площу 5,90 км², з яких 5,79 км² — суходіл та 0,11 км² — водойми.

## Демографія
Згідно з переписом 2010 року, у переписній місцевості мешкало 776 осіб у 275 домогосподарствах у складі 189 родин. Густота населення становила 132 особи/км².  Було 300 помешкань (51/км²).
Расовий склад населення:
| - 79,8 % — білих - 10,1 % — чорних або афроамериканців - 1,3 % — корінних американців - 0,4 % — азіатів - 5,7 % — осіб інших рас |

До двох чи більше рас належало 2,8 %. Частка іспаномовних становила 10,1 % від усіх жителів.
За віковим діапазоном населення розподілялося таким чином: 25,1 % — особи молодші 18 років, 59,3 % — особи у віці 18—64 років, 15,6 % — особи у віці 65 років та старші. Медіана віку мешканця становила 39,0 року. На 100 осіб жіночої статі у переписній місцевості припадало 97,0 чоловіків;  на 100 жінок у віці від 18 років та старших — 95,6 чоловіків також старших 18 років.
Середній дохід на одне домашнє господарство  становив 57 809 доларів США (медіана — 56 250), а середній дохід на одну сім'ю — 58 848 доларів (медіана — 48 500). За межею бідності перебувало 14,5 % осіб, у тому числі 20,5 % дітей у віці до 18 років та 13,4 % осіб у віці 65 років та старших.
Цивільне працевлаштоване населення становило 353 особи. Основні галузі зайнятості: роздрібна торгівля — 24,6 %, виробництво — 15,9 %, освіта, охорона здоров'я та соціальна допомога — 13,0 %.